# Lissodendoryx rhaphidiophora
Lissodendoryx rhaphidiophora är en svampdjursart som beskrevs av Burton 1959. Lissodendoryx rhaphidiophora ingår i släktet Lissodendoryx och familjen Coelosphaeridae.
Artens utbredningsområde är havet utanför Jemen. Inga underarter finns listade i Catalogue of Life.